# Церква Собору Пресвятої Богородиці (Звір)
Церква Собору Пресвятої Богородиці в с. Звір (інша назва — церква Преображення Господнього) — церква у селі Звір Самбірського району Львівської області України. Зведена у 1792 році, мала статус пам'ятки архітектури місцевого значення (охоронний № 498-М). Згоріла 2010 року, у 2011 році на її місці звели нову храмову будівлю.

## Історія
Перша документальна згадка про церкву в селі Звір датована 1577 роком. Цей храм був дерев'яним, тризрубним, увінчаний трьома верхами з двома заломами. У 1792 році в селі звели нову дерев'яну тризрубну церкву, присвячену Собору Пресвятої Богородиці, пізніше її розширили, добудувавши до вівтарної частини захристію. Церква в с. Звір підпорядковувалася Підбузькому деканату Перемишльської єпархії УГКЦ.
Вранці 13 лютого 2010 року церква згоріла, пожежникам вдалося врятувати дерев'яну дзвіницю. Найімовірнішою причиною пожежі спеціалісти МНС назвали коротке замикання, спричинене електрообігрівачем, який залишили без нагляду. Дуже скоро на згарищі коштом місцевої громади почали будувати нову церкву, наріжний камінь якої освятив 13 травня владика Ярослав (Приріз). Будівництво завершили у 2011 році, освячення новозбудованої церкви відбулося 19 серпня.

## Опис
Згоріла церква була дерев'яною, тризрубною, триверхою. Бані церкви були вкриті пірамідальними наметам з одним заломом. Будівлю церкви оперізувало піддашшя. В інтер'єрі церкви зберігався п'ятиярусний різьблений і золочений іконостас кінця XVIII ст.
З храмового комплексу в селі Звір збереглася дерев'яна двоярусна дзвіниця стовпової конструкції, зведена приблизно одночасно з церквою.